# Schneidernema
Schneidernema ist eine Gattung der Spulwürmer mit zwei Arten. Sie sind Parasiten bei Nebengelenktieren.

## Merkmale
Schneidernema hat die Merkmale der Schneidernematinae. Auf der Innenseite der Lippen sitzen Zähnchen. Die Amphiden sind flach. Kaudalflügel sind nicht ausgebildet.

## Systematik
Zur Gattung gehören folgende Arten:
- Schneidernema chabaudi Quentin, 1965
- Schneidernema retusa Rudolphi, 1819